# Grace Garner
Pour les articles homonymes, voir Garner.
Grace Fenton Garner née le 19 juin 1997 à Leicester, est une coureuse cycliste britannique, professionnelle entre 2016 et 2020. Durant sa carrière, elle pratique le cyclisme sur piste et sur route.

## Biographie
Grace Garner a fait ses études au Countesthorpe Leysland Community College. Sa sœur aînée Lucy est également coureuse professionnelle entre 2013 et 2020.
Elle devient professionnelle avec l'équipe Podium Ambition Pro Cycling en 2016. Après l'arrêt de l'équipe à la fin de la saison, elle rejoint Wiggle High5 pour la saison 2017 et remporte le Giro d'Essex. Lorsque Wiggle High5 s'arrête à son tour fin 2018, les deux sœurs Garner rejoignent Hitec Products-Birk Sport pour 2019.
Tout comme sa sœur, elle arrête sa carrière à la fin de la saison 2020.

## Palmarès sur piste

### Championnats d'Europe
- Anadia 2014 (juniors)
  -  Championne d'Europe de poursuite par équipes juniors (avec Manon Lloyd, Emily Nelson et Megan Barker)
  -  Médaillée d'argent de l'omnium juniors
- Athènes 2015 (juniors)
  -  Médaillée d'argent de l'omnium juniors

## Palmarès sur route
- 2013
  -  Médaillée de bronze de la course en ligne au Festival olympique de la jeunesse européenne